# Jaume Sastre i Font

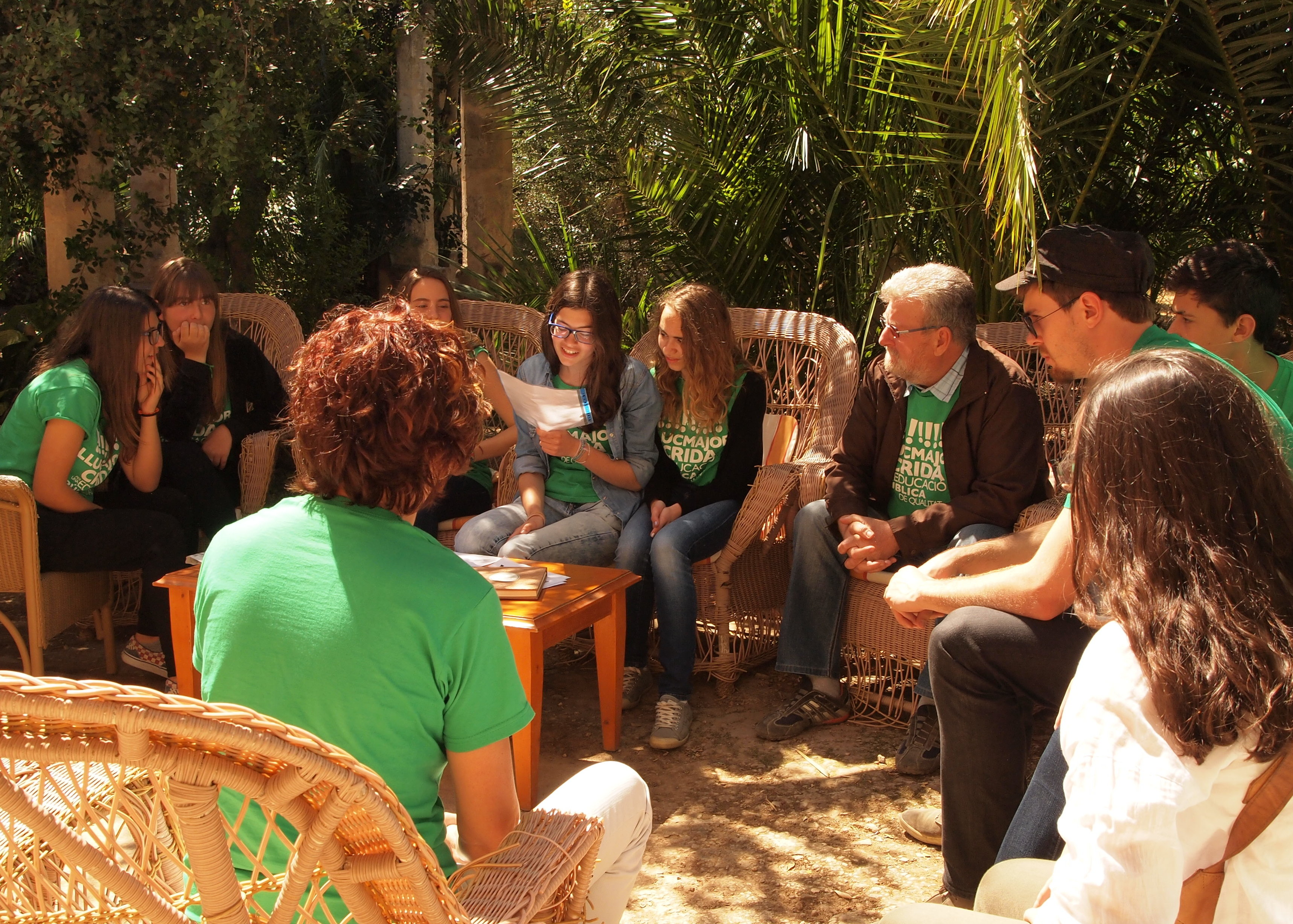
Jaume Sastre rodejat dels seus alumnes de l'IES Llucmajor durant la seva vaga de fam

Jaume Sastre i Font (Sant Joan, Mallorca, 16 de maig de 1959) és un professor mallorquí de llengua i literatura catalanes.
Jaume Sastre es llicencià en filologia catalana a la Universitat de Barcelona el 1983. Publicà els reculls de poemes Insecticida (1977) i Simulacre (1980) i formà part del Taller Llunàtic del 1977 al 1988. amb el qual feu accions per reivindicar la independència dels Països Catalans. Entre aquestes accions destaquen la lluita contra la piscina il·legal que Pedro J. Ramírez construí a la Costa dels Pins, que acabà, el 2013, amb la sentència del Tribunal Suprem segons la qual la piscina era de domini públic. El 2006 fou condemnat a pagar 200 euros per coaccions a Pedro J. Ramírez en el marc del litigi per la piscina. La sentència es ratificà el 2008. El 2009, també fou condemnat a pagar 9.240 € per calumniar el jutge José Castro. Fou durant molts anys col·laborador de S'Arenal de Mallorca. Rebé l'encàrrec de l'expresident de les Illes Balears Gabriel Cañellas d'escriure les seves memòries, que foren presentades oficialment el 2003 i es convertiren en el llibre en català més venut de l'any.
Va ser un dels impulsors de l'Assemblea de Docents de les Illes Balears, nascuda el 2013. El 8 de maig de 2014, inicià una vaga de fam en defensa d'una educació digna en català i contra la posició de no negociar del Govern de les Illes Balears en relació amb el conflicte educatiu. La vaga despertà la solidaritat de companys de feina, i d'autoritats, sobretot arran de la publicació d'un article d'opinió de Román Piña Valls a El Mundo en què digué que celebraria la seva mort. El 16 de juny de 2014, el 41è dia de la vaga de fam, va aturar la seva acció sense haver aconseguit l'objectiu principal: que José Ramón Bauzá dialogués amb la comunitat educativa, però afirmant que havia rebut moltes mostres de suport.
L'octubre del 2021, fou elegit representant de les Illes Balears a l'Assemblea de Representants del Consell per la República.

## Obra[3]
- 1977: Insecticida (poesia)
- 1980: Simulacre (poesia)
- 1983: Freixura de porc o incitació a la intolerància (assaig, autoedició)[16]
- 1995: Mossegades (recull d'articles periodístics)
- 2003: Conversa amb Gabriel Cañellas: l'amo en Biel

Com a coautor
- 1991: Un Puput de cresta molla: l'anticatalanisme a Mallorca: noms llinatges i fotografies[17][18]
- 2007: La guerra de la piscina (amb Josep Palou)